# Henkerturm w Norymberdze
Wieża kata – gotycka wieża, znajdująca się w Norymberdze, umieszczona w ciągu przedostatniego pierścienia średniowiecznych murów miejskich. Po zbudowaniu następnego pierścienia murów obronnych w XIV wieku, wieża znalazła się w środku starego miasta na wyspie Trödelmarkt. Wieża znajduje się nad rzeką Pegnitz przy moście Henkersteg. Nazwa pochodzi od zamieszkiwania w wieży kata miejskiego. Obecnie mieści się tam muzeum tortur. Po drugiej stronie rzeki na jej północnym brzegu stoi Wasserturm.

## Źródła
- Helge Weingärtner: Henkerturm. In: Michael Diefenbacher, Rudolf Endres (Hrsg.): Stadtlexikon Nürnberg. 2., verbesserte Auflage. W. Tümmels Verlag, Nürnberg 2000, ISBN 3-921590-69-8, S. 437